# Primera Nacional "B" (Argentina)
La Primera Nacional "B", o comúnmente conocida como Liga "B" fue una liga de baloncesto profesional de Argentina. Durante sus primeros ocho años, desde 1985 hasta 1992, fue la segunda división nacional de dicho deporte, y dejó de serlo al crearse el Torneo Nacional de Ascenso.
En 1992, la Liga "B" pasó a ser la tercera división nacional, hasta que a mediados de 2011 se creó el Torneo Federal de Básquetbol.
Durante su existencia fue gestionada y organizada por la Asociación de Clubes de Básquetbol (ADC) de Argentina.

## Historia
Desde que se creó la Liga Nacional de Básquet, en Argentina, existieron dos divisiones para este deporte, en ese país; una era la máxima división, comúnmente denominada Liga A; y la otra la Liga B, segunda en orden de importancia.
En 1985 se instauró la Primera Nacional "B", que durante ocho años fue el campeonato de básquetbol de segunda división en la Argentina, y otorgaba ascensos a la Liga A.
Ese año se disputó el primer campeonato, con treinta y seis equipos participantes. El mismo se definió mediante un hexagonal final, del cual salió el primer campeón y ascendido Caja de Popular de San Miguel de Tucumán y los otros dos ascensos.
Ese mismo formato se mantuvo durante cuatro temporadas, hasta 1988.
Para la temporada 1989 se decidió que hubiese dos conferencias, Norte y Sur, y un ascenso por cada una de ellas.
Esto solo duró una temporada ya que a la siguiente (1990), los ascensos y el campeonato se definieron mediante un cuadrangular final.
Al comienzo de la temporada 1990-91 se implementan los campeonatos de invierno a invierno, es decir, el formato utilizado en el hemisferio norte; comenzando la temporada durante la segunda mitad del año y finalizando a mediados del año siguiente, sistema que se mantuvo invariable hasta la desaparición del torneo.
Para la temporada 1992-93, con la creación del Torneo Nacional de Ascenso (TNA), la Liga Nacional B, pasó a ser la tercera categoría del básquetbol en Argentina, manteniéndose el esquema de temporadas de invierno a invierno, sin perjuicio de que se modificó el sistema para determinar al campeón y ascendidos (playoff o grupo final) en varias temporadas; ello hasta la desaparición definitiva del torneo tras la temporada 2010-11, con la creación del Torneo Federal de Básquet, que la reemplazó.

## Historial de campeones
| Temporada        | Campeón/es                                                         | Serie/s                          | Finalista/s                                      | Ascendieron                                                                                        |
| ---------------- | ------------------------------------------------------------------ | -------------------------------- | ------------------------------------------------ | -------------------------------------------------------------------------------------------------- |
| Segunda división |                                                                    |                                  |                                                  | |
| 1985             | Caja Popular (Tucumán)                                             | hex                              | Echagüe (Paraná)                                 | Caja Popular de Ahorros (T) Echagüe (P) Firmat FBC                                                 |
| 1986             | Estudiantes Concordia                                              | hex                              | Ciclista Olímpico (La Banda)                     | Estudiantes (C) Ciclista Olímpico (LB) Gimnasia y Esgrima LP                                       |
| 1987             | Provincial (Rosario)                                               | hex                              | Peñarol (Mar del Plata)                          | Provincial (R) Peñarol (MdP) Unión Progresista (VA) Gimnasia y Esgrima (Pergamino) San Martín (MJ) |
| 1988             | Boca Juniors (CABA)                                                | hex                              | Independiente (Neuquén)                          | Boca Juniors (CABA) Independiente (N) Ciclista Olímpico (LB)                                       |
| 1989             | Gimnasia y Esgrima (Comodoro Rivadavia)                            | 115 - 95 99 - 102                | GEPU (San Luis)                                  | Gimnasia (CR) GEPU (SL)                                                                            |
| 1990             | Santa Paula (Gálvez)                                               | cuad                             | Boca Juniors (CABA)                              | Santa Paula (G) Boca Juniors (CABA)                                                                |
| 1990-91          | Quilmes (Mar del Plata)                                            | 107 - 97 90 - 99                 | Olimpia (Venado Tuerto)                          | Quilmes (MdP) Olimpia (VT) River Plate (CABA)                                                      |
| 1991-92          | Santa Paula (Gálvez)                                               | 110 - 101 114 - 110 96 - 120     | Regatas (San Nicolás)                            | Santa Paula (G) Regatas (SN) Banco de Córdoba                                                      |
| Tercera división |                                                                    |                                  |                                                  | |
| 1992-93          | Deportivo Valle Inferior (Viedma)                                  | cuad                             |                                                  | Deportivo Valle Inferior (V)                                                                       |
| 1993-94          | Gimnasia y Esgrima (La Plata)                                      | cuad                             | El Tala (San Francisco)                          | Gimnasia y Esgrima (LP) El Tala (SF) Ciclista Juninense (Junín)                                    |
| 1994-95          | Central Entrerriano (Gualeguaychú) Ateneo Popular Versalles (CABA) | cuad                             |                                                  | Central Entrerriano (G) Ateneo Popular Versalles (CABA)                                            |
| 1995-96          | Libertad (Sunchales) Universidad de Buenos Aires (CABA)            | cuad                             |                                                  | Libertad (S) UBA (CABA)                                                                            |
| 1996-97          | Sokol (Roque Sáenz Peña) Lanús                                     | cuad                             |                                                  | Sokol (RSP) Lanús                                                                                  |
| 1997-98          | San Isidro (San Francisco) Independiente (Zárate)                  | hex cuad                         |                                                  | San Isidro (SF) Independiente (Z)                                                                  |
| 1998-99          | Belgrano (Tucumán) Argentino (Junín)                               | hex                              |                                                  | Belgrano (T) Argentino (J)                                                                         |
| 1999-00          | Vélez Sarsfield (CABA)                                             | 79 - 66 96 - 78 80 - 76          | Acción Juvenil (Río IV)                          | Vélez (CABA)                                                                                       |
| 2000-01          | Sportivo Escobar                                                   | 96 - 90 80 - 84 101 - 76 87 - 82 | Estudiantes (Formosa)                            | Sportivo Escobar (No participó del TNA 01/02)                                                      |
| 2001-02          | Quimsa (Santiago del Estero)                                       | 92 - 82 57 - 61 83 - 82 91 - 76  | Olimpia Mami (Venado Tuerto)                     | Quimsa (SdE)                                                                                       |
| 2002-03          | Olimpia Mami (Venado Tuerto)                                       | 96 - 100 76 - 70                 | Sionista (Paraná)                                | Olimpia Mami (VT) Sionista (P)                                                                     |
| 2003-04          | Náutico Hacoaj (Tigre)                                             | cuad                             | Pedro Echagüe (CABA)                             | Náutico Hacoaj (T) Pedro Echagüe (CABA)                                                            |
| 2004-05          | Unión (Sunchales)                                                  | 100 - 87 89 - 79                 | San Martín (Junín)                               | Unión (S) San Martín (J)                                                                           |
| 2005-06          | Asociación Española (Charatá)                                      | 100 - 92 99 - 96                 | Ciudad de Bragado                                | Unión Española (Ch) Ciudad de Bragado                                                              |
| 2006-07          | San Martín (Marcos Juárez)                                         | 103 - 94 103 - 95                | Sportivo Escobar                                 | San Martín (MJ) Sportivo Escobar                                                                   |
| 2007-08          | Firmat FBC                                                         | 76 - 79 90 - 92                  | Oberá Tenis Club                                 | Firmat FBC Oberá TC                                                                                |
| 2008-09          | Ciudad de Bragado                                                  | 88 - 74 60 - 71                  | 9 de Julio (Río III)                             | Ciudad de Bragado 9 de Julio (R III)                                                               |
| 2009-10          | Alvear (Villa Ángela) Gimnasia y Esgrima Villa del Parque (CABA)   | 3 - 0                            | Facundo (La Rioja) Huracán (Trelew)              | Alvear (VA) GEVP (CABA)                                                                            |
| 2010-11          | Tomás de Rocamora (C. del Uruguay) San Isidro (San Francisco)      | 3 - 1 3 - 2                      | Alianza Viedma (Viedma) Alma Juniors (Esperanza) | Tomás de Rocamora (CdU) San Isidro (SF)                                                            |

1. ↑  No participó del TNA 07/08).

## Sucesión de torneos
| Predecesor: — | Segunda división nacional 1985 a 1991-92    | Sucesor: Torneo Nacional de Ascenso   |
| Predecesor: — | Tercera división nacional 1992-93 a 2010-11 | Sucesor: Torneo Federal de Básquetbol |